# 大薩蘭迪
大薩蘭迪是烏拉圭的城市，由佛羅里達省負責管轄，位於該國中部，距離首都蒙特維多約140公里，始建於1874年，海拔高度148米，2004年人口6,362。

## 外部連結
- INE map of Sarandí Grande （页面存档备份，存于）